# 周防內侍
周防內侍（日语：／ Suō no Naishi */?，1036年—1109年），本名平仲子（日语：／ Taira no Chūshi */?），是日本平安時代後期女房和歌人，官位是正五位下掌侍，堂上平氏出身，其父是從五位上周防守平棟仲。她是女房三十六歌仙和《百人一首》歌人之一，有35首作品收錄於敕撰和歌集。此外，她也被認為是《榮花物語》續篇的作者之一。1984年6月6日，冷泉家時雨亭文庫藏《周防內侍集》獲文化廳指定為重要文化財。

## 生平

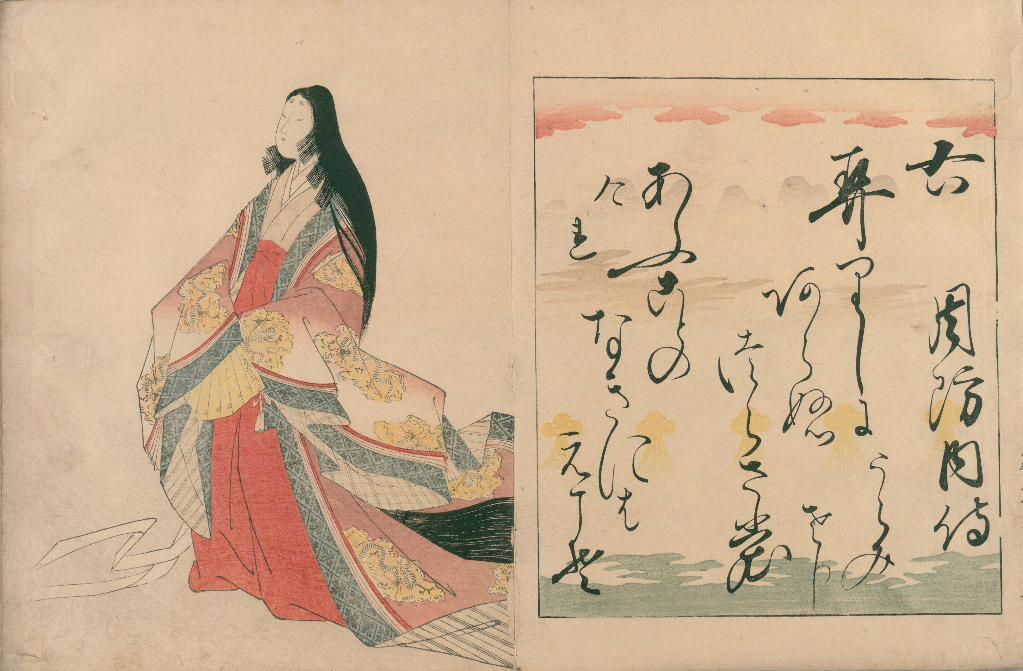
女房三十六歌仙畫，鳥文齋榮之畫作

按《尊卑分脈》記載，平棟仲有一女為白河院內侍和周防歌人，因此《大辭泉》、《世界大百科事典》、《日本大百科全書》、《日本國語大辭典》、《國史大辭典》、《和歌文學辭典》、《和歌大辭典》以及《日本古典文學大辭典》均認為她是平棟仲之女，《敕撰作者部類》則記載他是周防守平繼仲之女，《女人和歌大系》也採納此說法，另外其母是加賀守源正軄之女，後朱雀院的女房小馬內侍。
周防內侍的生卒年份方面也眾說紛紜，增淵勝一根據其兄朝範的出生年份等推測她生於長元6年至9年（1033年至1036年）期間，針原孝之和島田泰雄等人也認為是長元末年（1037年），稻賀敬二分別在《和歌大辭典》以及《國史大辭典》提道長元末年（1036）或長元9年（1036）至長久初年兩種說法，他在1967年時則稱是長久3年（1042年）、上村悅子和《女人和歌大系》則主張是寬德2年（1045年）。
卒年方面，按《讚岐典侍日記》記載，由於她在天仁元年11月24日（1108年12月18日）與讚岐典侍有過贈答歌（收錄於《讚岐典侍日記》，《新編國歌大觀》編號14和15），加上根據收錄於《江帥集》的大江匡房的和歌（《新編國歌大觀》編號445）的詞書記載，她在匡房死去的天永2年11月5日（1111年12月7日）前已經出家，《日本古典文學大辭典》以此推測她大約死於天仁2年（1109年），《日本大百科全書》、針原孝之和島田泰雄等人均採納此說法，《大辭泉》認為是天仁3年或天永元年（皆為1110年），稻賀敬二先在《新編國歌大觀》和《私家集大成》提出天仁3年或天永元年的說法，後來在《和歌大辭典》指是天仁2年（1109年），《世界大百科事典》和《女人和歌大系》均認為是天永2年（1111年），《日本國語大辭典》則認為是天永年間（1110年至1113年）。
康平3年或4年（1060年或1061年），當時年約25歲的仲子出仕於後冷泉天皇，周防內侍這個女房名則是源自其父的官位周防守，後冷泉天皇在治曆4年4月19日（1068年5月22日）駕崩後，她一度離開宮中，其後根據她收錄於《後拾遺和歌集》的作品（《新編國歌大觀》編號888）的詞書記載，後三條天皇即位後，她奉命在同年7月7日（8月7日）開始再次出仕，此後40年來先後侍奉白河天皇以及堀河天皇，作為掌侍的事蹟則見於《中右記》。

## 和歌
周防內侍總共有35首和歌收錄於敕撰和歌集，留傳後世的作品總共有93首和歌以及一句連歌，長年在宮中磨練和歌技巧的她能夠靈活運用緣語和掛詞，形成優雅流暢的歌調且配有知性修辭的歌風，同時擅於即興創作，出席過的歌合則有寬治7年5月5日（1093年6月1日）舉行的郁芳門院根合、翌年的8月19日（1094年10月1日）舉行的高陽院歌合、嘉保2年8月28日（1095年9月29日）舉行的鳥羽殿前栽合、翌年5月3日（1096年5月27日）舉行的中宮權大夫家歌合、永長元年（1097年）夏天舉行的齋院令子內親王歌合、康和2年5月5日（1100年6月14日）舉行的備中守仲實朝臣女子根合和康和4年閏5月2日和7日（1102年6月19日和24日）舉行的堀河院艷書合。此外，她與藤原親子、藤原顯季、藤原通俊、讚岐典侍、弁乳母和堀河院中宮上總等人也關係友好。
| 原文 | 中譯                                        |
| ---- | ------------------------------------------- |
|      | 無力再思戀 遙望雲飄浮 不知不覺間 思念化青煙 |

這首和歌收錄於《金葉和歌集》二度本卷第八「戀部下」，《新編國歌大觀》編號是435，詞書是「在郁芳門院根合時詠唱愛戀之心」（郁芳門院根のねあはせに恋の心をよめる）。此歌是周防內侍在郁芳門院舉辦的根合中以戀為題材的作品，當時雖然被認為是名歌，但是按《俊賴髓腦》等記載，21歲的郁芳門院和周防內侍相繼死去的理由是周防內侍在此歌中提到燃燒後煙霧在空中飄散這樣不吉利的東西所致。
| 原文                                                                   | 中譯                                        |
| ---------------------------------------------------------------------- | ------------------------------------------- |
| -{すみわびて われさへのきの しのぶくさ しのぶかたがた しげきやどかな}- | 空無一人家 觸景不如離 瓦韋叢生裡 懷緬過去事 |

這首和歌收錄於《金葉和歌集》二度本卷第九「雜部」，《新編國歌大觀》編號是591，詞書是「賣房的時候在柱上寫的和歌」（いへを人にはなちてたつとてはしらにかきつけ侍りける），家集的詞書是「在母親和兄弟姊妹都死去後，感到不安的我在投宿後打算回去看看情況，想說拜祭一下死去的親人，然後看到長滿瓦韋的家時所作的和歌」（もろともにありしはは、はらからなどもみななくなりて、心ぼそくおぼえて、すみうきたびどころにわたりて、ほとけなどくやうするに、くさなどもしげくみえしかば），她的舊居在經過半世紀之後，按《今鏡》等記載位於冷泉堀河西北的一角，根據《今物語》，藤原隆信和西行等人也曾經到訪其舊居。

### 百人一首
- 《小倉擬百人一首》
周防內侍 白井權八（日语：平井権八）
歌川國貞的浮世繪
- 《百人一首內 周防內侍》
歌川國芳的浮世繪

| 《新編國歌大觀》版本 | 全日本歌牌協會版本 | 嵯峨嵐山文華館版本 | 中譯                                        |
| -------------------- | ------------------ | ------------------ | ------------------------------------------- |
|                      |                    |                    | 恍惚春宵夢 枕君手臂眠 戲言終無聊 徒惹惡名傳 |

這首和歌收錄於《千載和歌集》卷第十六「雜歌上」，《新編國歌大觀》編號是964，詞書是「在二月一個月明如水的晚上，人們在二條院處通宵聊天時，周防內侍想要個枕頭以便躺下來，大納言忠家聞言便把自己的手腕伸進御簾，並且說道拿來當枕頭時所作」（二月ばかり月あかきよ、二条院にて人人あまたゐあかして物がたりなどし侍りけるに、内侍周防よりふして、まくらをがなとしのびやかにいふをききて、大納言忠家これをまくらにとてかひなをみすのしたよりさしいれて侍りければ、よみ侍りける）。此歌的性質上與小式部內侍以及清少納言的《百人一首》入選作類似，均是當下的即興作品。吉海直人認為《伊勢物語》中的昔男與伊勢齋宮私通或《源氏物語》「花宴」中光源氏與朧月夜私通的形象被投射至此歌之上，通過、以及等典雅耽美的用詞來形造戀愛物語中的世界。她在郁芳門院根合的作品雖然收錄於《金葉和歌集》二度本（《新編國歌大觀》編號435）、《今鏡》、《袋草紙》、《悅目抄》和《十訓抄》，但是並未被藤原定家採納，實際上忠家為定家的曾祖父，因此定家有可能是將與自己有血緣關係的人相關作品採錄至《百人一首》，同類的情況入選作還有祐子內親王家紀伊以及源俊賴的作品。忠家對此歌的返歌則同樣收錄於《千載和歌集》（《新編國歌大觀》編號965）。
- 《小倉百人一首》
周防內侍
菱川師宣繪本
- 《大日本國風會編小倉百人一首》
周防內侍

首句是指春天的晚上，第二句中的表示程度的副助詞，是表示斷定的助動詞的連體形，兩句相連起來的意思是春天日長夜短，發夢時也如幻似真。第三句是以手腕作枕頭，在戀歌中多指男女共寢，在這裡則指忠家將手腕伸進御簾時的情況，其中是表示原因的格助詞。第四句承接了第三句，指出於戲弄而伸出手腕當枕頭，這對於戀愛而言毫無意義，其中是沒有意義、無聊的意思，而（腕）則是掛詞，同時是（手枕）的緣語，的意思則是為世人所知，是四段活用動詞的未然形，是表示推測的助動詞的連體形。末句的意思是這樣的評價很可惜，其中是對作者的評價，是表示強調的係助詞，與的已然形形成係結。

## 家集

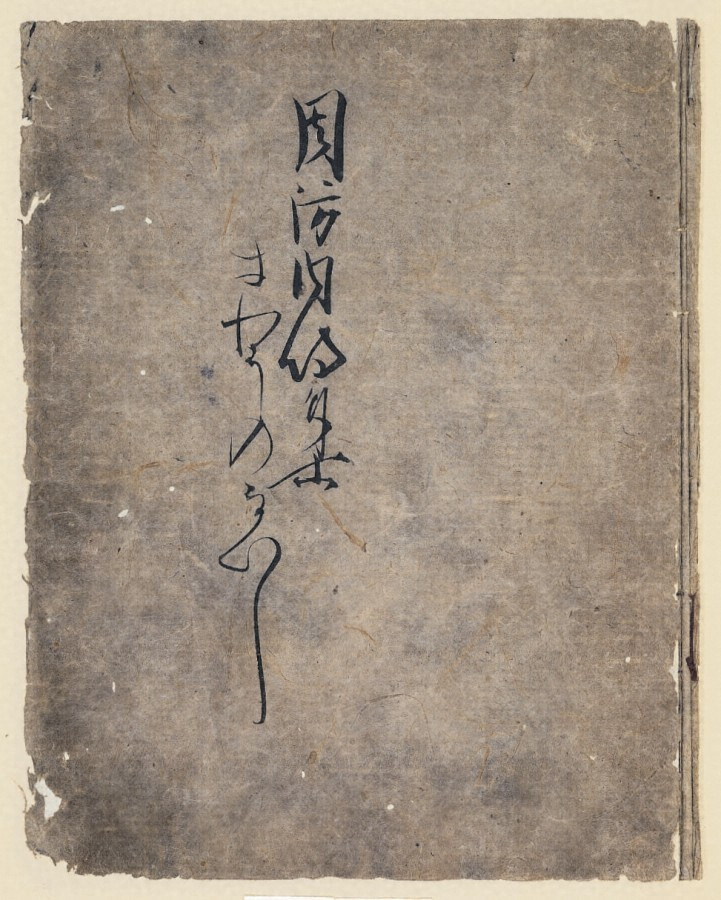
藤原俊成筆《周防內侍集》

周防內侍的家集是《周防內侍集》，由她自己在承德至康和年間（1097年至1104年）編集而成，不過由於其中的第28首中提到的，如果是指源重資的話，由於他是在周防內侍死後才當上中納言，因此為後世加上，也有說法認為是將少納言誤寫成中納言，同時此歌以「中納言資仲」的名義收錄於《新古今和歌集》，因此也有可能是詞書等被藤原俊成修改過。家集總共收錄了96首和歌，其中71首是她自己的作品，同時見於敕撰集的和歌則有28首，內容方面涵蓋她在宮中的作品、與藤原親子等女房以及藤原通俊等公卿和殿上人的贈答歌與歌合和歌，其中也包括有助研究《濱松中納言物語》的成書時期的和歌，她晚年的作品則未有收錄於家集內。家集分為三類，第一類是冷泉家藏本《女房家集》，由《御形宣旨集》、《清少納言集》、《藤三位集》、《伊勢大輔集》、《周防內侍集》、《出羽弁集》和《郁芳門院安藝集》組成，為一本鳥之子紙大和綴，奧書記載道這本家集是由冷泉為久在享保8年（1723年）仲秋時手抄自藤原俊成的版本。第二類是東海大學現藏桃園文庫舊藏本，原本富岡鐵齋的收藏品，為一本長28厘米，寬18厘米的袋綴列帖裝，封面左上角是寫有周防內侍家集的題簽，右下是分兩行寫成的富岡氏藏書印六字以及朱印，家集途中的中央部分寫有周防內侍集，旁邊則是平假名標記，右下角寫有「鐵槍齋置」、「富岡百鍊」以及有角印，第一頁的中央部分的則有與封面相同的朱印，第二頁開始才是正文，各面幾乎都是十一行，和歌兩行，詞書隔兩個空格。第三類的東山御文庫藏御所本缺少了第二類的第一部分，僅存第二部分（五頁十面）和第三部分（三頁六面）的版本。現存的所有家集均屬於藤原俊成筆本系統，源於現存家集中歷史最悠久的冷泉家時雨亭文庫藏藤原俊成筆《周防內侍集》，為綴葉裝冊子本，料紙是薄墨紙，料紙與原封面均有俊成親筆寫下的外題，正文是一面十一行，和歌兩行，詞書隔兩個空格，收錄歌數是96首，家集中數處地方由俊成作出了修正，文化廳推測為其70歲時的筆跡，冷泉家時雨亭文庫則認為是60歲左右。底本方面，《冷泉家時雨亭叢書》以藤原俊成筆《周防內侍集》為底本，《新編國歌大觀》和《私家集大成》均以第二類為底本，《桂宮本叢書》以第三類為底本。

### 註解
1. ↑  周防內侍的生卒日期存在爭議，參見#生平。
2. ↑  《濱松中納言物語（日语：浜松中納言物語）》第五卷中引用的一句與周防內侍收錄於《後拾遺和歌集》的作品（《新編國歌大觀》編號765）部分一致，此歌曲的家集的詞書記載她當時是妙齡。由於稻賀敬二在1967年時認為《濱松中納言物語》是菅原孝標女在康平2年（1059年）前後寫下《更級日記》後的作品，因此他認為周防內侍在當時年約18歲，從而得出她生於長久3年（1042年）的結論。與此同時，他在1954年時則稱她死於天仁2年（1109年），享年65歲，據此她的生年就變成是寬德2年（1045年）[13]。
3. ↑  贈答歌是指兩人之間互相通過和歌來溝通[15]。
4. ↑  詞書是指該和歌的主題和寫作動機等相關事宜[18]。
5. ↑  根合是指通過比較菖蒲的根的長短，並且以和歌等來分出勝負的遊戲[23]。
6. ↑  返歌是指當他人贈歌給自己的時候以和歌回贈對方[31]。
7. ↑  大和綴是指在經過袋綴（日语：袋とじ）和中綴（日语：中綴じ）後，於封面右邊的上下各開兩個孔，然後以組紐（日语：組紐）等繩線將其串連起來的一種裝幀[36]。

## 外部連結
- . 宮內廳書陵部（東山御文庫藏御所本） （日语）.